# بیل رابرتز (ورزشکار دو و میدانی)
بیل رابرتز (انگلیسی: Bill Roberts; ‏۵ آوریل ۱۹۱۲ – ۵ دسامبر ۲۰۰۱) ورزشکار دو و میدانی اهل بریتانیا بود.